# The Simpsons: Road Rage
The Simpsons Road Rage es un videojuego publicado en noviembre de 2001, por la compañía Electronic Arts y THQ (versión para Game Boy Advance), desarrollado por Radical Entertainment y Altron Corporation, bajo licencia de Fox Interactive. Cuenta con versiones para PlayStation 2, Nintendo GameCube, Xbox y Game Boy Advance. Anteriormente, el juego sería lanzado a principios de 2001 para PlayStation, Nintendo 64 y Dreamcast pero fueron cancelados por el retraso de su lanzamiento.
Está basado en la famosa serie de televisión Los Simpson, muchos personajes de la serie aparecen tanto como conductores como pasajeros. Entre estos están Bart Simpson, Homer Simpson, Lisa Simpson, Marge Simpson, Montgomery Burns y otros 25 personajes de la serie. The Simpsons Road Rage es muy similar al juego de Sega, Crazy Taxi. Dichas similitudes llevaron al juego a tener una recepción mixta entre los críticos y a que Sega (empresa creadora de Crazy Taxi) lance una demanda contra Fox, EA y Radical por infracción de patente, ya que la jugabilidad de ambos juegos era idéntica.

## Sinopsis
El Señor Burns ha comprado la empresa municipal de autobuses de Springfield, por lo que prueba un prototipo de autobús con el cual equipa a la ciudad. Desafortunadamente, ese autobús no fue del agrado de la gente ya que es propulsado con energía nuclear así que Homer junto con más personajes se dan a la tarea de transportar a todos de manera segura a su destino.

## Personajes y lugares
| Personaje            | Coche (español)                | Coche (inglés) | Disponibilidad | Valor                       |
| Homer Simpson        | Sedán familiar                 | Family Sedan   | Siempre        |                             |
| Marge Simpson        | Cañonero                       | Canyonero      | Siempre        |                             |
| Lisa Simpson         | Electaurus                     | Elec Taurus    | Siempre        |                             |
| Bart Simpson         | Corredor de Honor              | Honor Roller   | Siempre        |                             |
| Abraham Simpson      | Coche                          | Cart           | Siempre        |                             |
| Jardinero Willie     | Tractor                        | Tractor        | Desbloqueable  | $10.000                     |
| Moe                  | Sedan                          | Sedan          | Desbloqueable  | $20.000                     |
| Krusty el payaso     | Payasomóvil/Limusina de Krusty | Krusty Kar     | Desbloqueable  | $100.000                    |
| Snake Jailbird       | Pequeño Bandido                | Li´l Bandit    | Desbloqueable  | $200.000                    |
| Profesor Frink       | Coche aerodeslizador           | Flying car     | Desbloqueable  | $300.000                    |
| Otto                 | Autobús escolar                | School bus     | Desbloqueable  | $400.000                    |
| Barney               | Rey barredora                  | Plow King      | Desbloqueable  | $450.000                    |
| Homer Simpson        | Don barredora                  | Mr. Plow       | Desbloqueable  | Al terminar las 10 misiones |
| Sr. Burns (Solo GBA) | Limusina                       | Limusine       | Desbloqueable  | Al pasarte el juego         |

| Lugar (español)                             | Lugar (inglés)                            | Disponibilidad | Valor    |
| Evergreen Terrace                           | Evergreen Terrace                         | Siempre        |          |
| Distrito de Ocio                            | Entertainment District                    | Desbloqueable  | $50.000  |
| Presa de Springfield                        | Springfield Dam                           | Desbloqueable  | $150.000 |
| Centro                                      | Downtown                                  | Desbloqueable  | $250.000 |
| Carretera de campo (Central Nuclear en PS2) | Country Road (Nuclear Power Plant en PS2) | Desbloqueable  | $350.000 |
| Montañas de Springfield                     | Springfield Mountains                     | Desbloqueable  |          |

## Misiones

### El desafío de Willy
Se tienen que destruir las 12 cajas en 1 minuto 

#### El desafío del profesor
El profesor Frink intenta volar durante 15 segundos en su nueva máquina, usando las nubes para poder impulsarse.

#### La furia de Barney
Debido a su mala noche, Barney Gumble ha decidido desquitarse con 12 mascotas en 45 segundos.

#### El examen de Otto
Para superar la prueba para obtener su licencia de conducir debe conseguir 20 banderas en 50 segundos y llegar a la meta sano y salvo.

#### Destrucción de Snake
Snake Snake debe destruir 20 barriles nucleares en 50 segundos con la oposición de MR.Burns

#### Moe de taxista
Moe Szyslak debe llevar a Homer a casa en menos de 1 minuto 50 segundos, para que Marge no se dé cuenta que Homer pasó mucho tiempo en la taberna.

#### Lluvia de donuts
El Jefe Wiggum debe atrapar el mayor número de donas posibles (equivalentes a 3500 puntos) en 30 segundos.

#### Boicot a la tala
Lisa debe tomar 8 montones de leña en 50 segundos en señal de protesta contra la forestal que está derribando árboles en el bosque Redwood.

#### Instrucción circense
Como parte de su entrenamiento circense, Krusty el payaso debe superar 3 pruebas: andar sobre una cuerda, moverse sobre un balón y pasar por anillos de fuego, en sólo 3 minutos 45 segundos y recogiendo una estrella al terminar cada reto.

#### Jardín de Burns
En 50 segundos Homer quiere destruir 10 estatuas del Sr. Burns, pero se encontrará con la oposición de éste.
- Datos: Q2031634